# Heinrich Otto Duysing

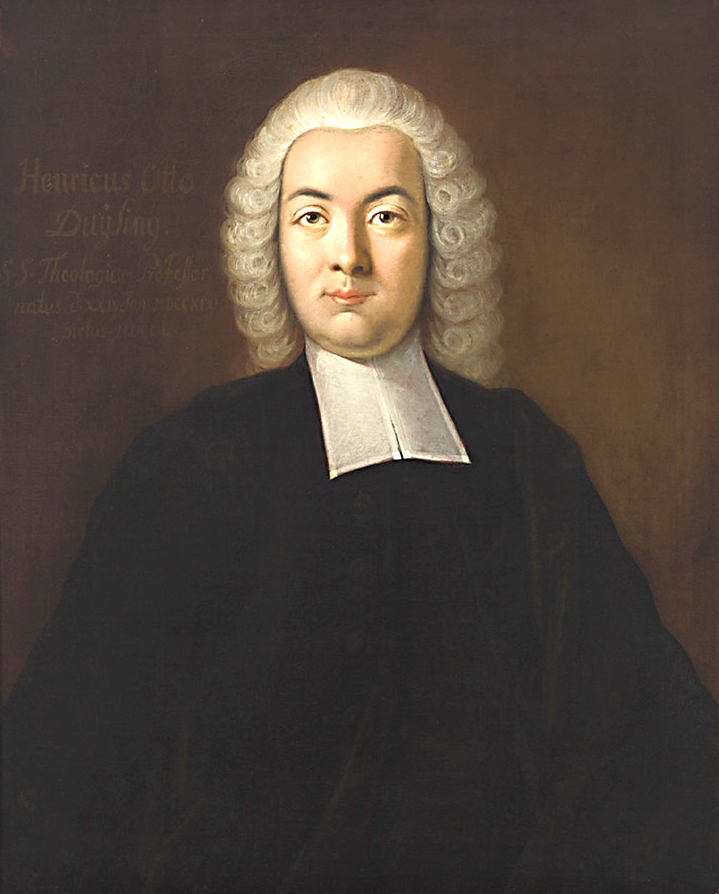
Heinrich Otto Duysing

Heinrich Otto Duysing, auch Heinrich Otto Duising, (auch Henrich; * 24. Januar 1719 in Marburg; † 15. September 1781 ebenda) war ein deutscher evangelischer Theologe und Hochschullehrer.

## Leben
Heinrich Otto Duysing war der Sohn des Marburger Theologieprofessors Bernhard Duysing (1673–1735) und der Enkel des Marburger Theologieprofessors Heinrich Duysing (1628–1691). Er besuchte das Gymnasium Marburg und studierte an der Universität Marburg, an der Universität Utrecht sowie an der Universität Leiden. Nach Beendigung seiner Studien wurde er 1742 Kandidat des Predigeramtes und, nachdem er 1743 die Fakultätsprüfung bestanden hatte, am 24. November 1744 Professor für Beredsamkeit und Geschichte an der philosophischen Fakultät der Universität Marburg, wo er am 2. Februar 1750 zum dritten Professor der Theologie ernannt und am 11. Juli 1758 zum Dr. theol. promovierte wurde; in diesem Jahr wurde er auch am 23. Mai Leiter des Pädagogiums in Marburg. 1767 wurde er zweiter Professor der Theologie und am 8. Dezember 1778 Konsistorialrat und Inspektor der reformierten Kirchen in Oberhessen. Seine Berufung als erster Professor der Theologie erhielt er am 17. Juli 1779.
Als dritter und zweiter Professor der Theologie hielt er Vorlesungen zur Systematischen Theologie und zur Exegese des Alten und des Neuen Testaments, als erster Professor dann nur noch zur Systematischen Theologie.
Vom 15. Mai 1748 bis 1758 war er auf eigenen Antrag Bibliothekar der Universitätsbibliothek Marburg.
Am 6. Januar 1779 wurde er Vierwochenprediger und predigte nun alle vier Wochen, zur Unterstützung des dortigen Pfarrers, in der Universitätskirche Marburg; diese Stelle war 1676 durch die Landgräfin Hedwig Sophie geschaffen worden, hiermit verbunden war auch eine Gehaltszulage.
In der Zeit von 1752 bis 1781 war er zehnmal Dekan der theologischen Fakultät und 1750, 1755, 1761/1762, 1766, 1772 und 1778 Prorektor der Universität Marburg.
Er war als Deputierter der Universität Marburg in den Jahren 1759, 1762 und 1764 auf den Landtagen in Kassel vertreten.
Zwei Tage vor seinem Tod promovierte er noch im Sterbezimmer seinen Studenten Johann Franz Coing.
Heinrich Otto Duysing war verheiratet mit Amalie Anna Elisabeth (1725–1787), einer Tochter des Kirchenrats und Theologieprofessors Johann Christian Kirchmayer aus Marburg, eines Nachkommen der Schwester Philipp Melanchthons, Margaretha Schwarzerd. Von seinen Kindern ist Bernhard Christian Duysing, Gerichtsrat am Oberappellationsgericht in Kassel, bekannt. Sein Urenkel Ferdinand Duysing wurde Landgerichtsrat in Kassel.

### Reunionistisches Sozietätsprojekt
Heinrich Otto Duysing war 1780 an einem Reunionsprojekt beteiligt. Hierbei war 1779 unter Aufnahme des akademischen Sozietätsgedanken und unter Wahrung der konfessionellen Gleichberechtigung eine geheime und private Gesellschaft gegründet worden, die die theologischen Kontroverspunkte nach einem komplexen Regelwerk miteinander zu vergleichen und zu bearbeiten suchte. Es wurde an die Tradition der konfessionellen Reunionsversuche angeknüpft und zu einem ökumenischen Programm ausgearbeitet. Dieses Reunionsprojekt wurde anfangs auf katholischer Seite von Benediktinerpater Peter Böhm (1747–1822) und auf evangelischer Seite von Johann Rudolph Anton Piderit getragen. Seitens der protestantischen Mitarbeiter wirkten ab 1780 der Göttinger Theologieprofessor Christian Wilhelm Franz Walch, der Marburger Superintendent Johann Nikolaus Seip und der Weimarer Assessor Christian Wilhelm Schneider (1734–1797) und für die reformierte Seite Heinrich Otto Duysing, Johann Rudolph Anton Piderit und der Groninger Theologieprofessor Petrus Abresch mit. Aufgrund seines Todes am 15. September 1781 konnte Heinrich Otto Duysing das Reunionsprojekt nicht mehr weiter unterstützen.

## Schriften (Auswahl)
- Piis manibus Johann Friedrich Hombergk zu Vach. Marburgi Catt., 1748.
- Ex Auctoritate Domini Friderici II Hassiarum Landgravii Rectoris Academiae Marburgensis Magnificentissimi. Marburgi Cattorum 1763.
- Heinrich Otto Duysings Verzeichniß einer Samlung von Hessischen Gedächtniß- und anderen mehrentheils groben Münzen: aus den Marpurgischen Anzeigen von 1763 genommen und mit Zusätzen versehen. Marburg 1768.
- De Paedagogii Marburgensis innouatione anno [MD]CLIII. peracta continuatione ac constitutione hodierna commentatur et ad autumnale illius festum MDCCLXXV. inuitat Hainricus Otho Duysing Paedagogiarcha. Marburgi: Typis Müllerianis, [1775].
- Sermo votivus habitus cal. Januar 1778 quando septima vice electus est prorector academiae Marburg. Marburgi Hassorum Müller 1778.